# Fratelli Sherman

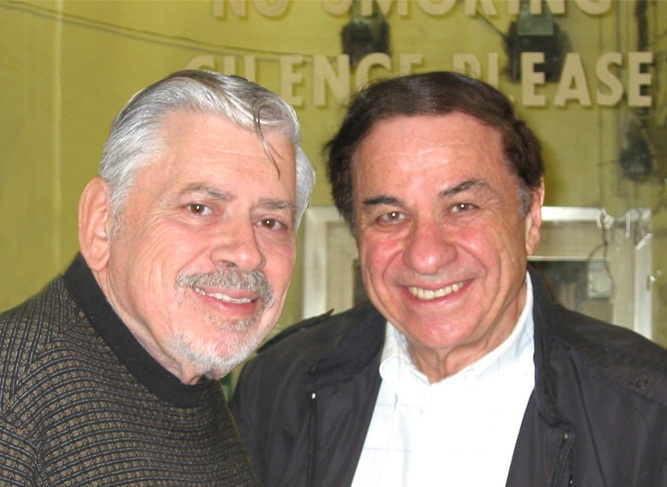
Robert B. Sherman e Richard M. Sherman nel 2002

I Fratelli Sherman sono stati un celebre duo di compositori statunitensi di colonne sonore cinematografiche e di musical, composto dai fratelli Robert B. Sherman (New York, 19 dicembre 1925 – Londra, 5 marzo 2012) e Richard M. Sherman (New York, 12 giugno 1928-  Beverly Hills, 25 maggio 2024).

## Storia
La fama come compositori è sicuramente dovuta ai diversi film Disney (d'animazione e non) di cui hanno composto la colonna sonora. Sono i compositori Disney più famosi insieme a Alan Menken.
Sono stati molto attivi negli anni '60 e '70, componendo colonne sonore per film come Mary Poppins,  Il libro della giungla, Gli Aristogatti, Pomi d'ottone e manici di scopa e molti altri. Hanno composto anche It's a small world (after all), colonna sonora dell'omonima attrazione nei parchi a tema Disney, motivetto conosciuto in tutto il mondo grazie anche all'assenza di copyright.
Nonostante negli ultimi anni non fossero più attivi, il duo ha cessato ufficialmente di esistere il 5 marzo 2012, dopo la morte di Robert.
Nel 2018, 6 anni dopo la morte di Robert, Richard torna a comporre delle canzoni per un film Disney, ovvero Ritorno al Bosco dei 100 Acri (per il quale realizza i brani Goodbye, Farewell, Chritopher Robin e Busy doing nothing -questi ultimi due eseguiti da lui stesso- e riarrangia alcuni brani provenienti da Le avventure di Winnie the Pooh). Oltre a ciò, Richard è stato consulente musicale per Saving Mr. Banks (anche consulente storico), Il libro della giungla e Il ritorno di Mary Poppins.
Nel 2023 partecipa al cortometraggio Once Upon a Studio, realizzato per i 100 anni degli studi, eseguendo Feed the birds sul pianoforte originale situato nell'ufficio di Walt Disney.
Il 25 maggio 2024 Richard è morto all'età di 95 anni. Poco prima di morire ha composto un ultimo brano, dal titolo Mushka Lullaby, per il cortometraggio Mushka dello storico animatore Disney Andreas Deja. Sia il brano che il corto sono pubblicati postumi alla scomparsa del musicista.

## Colonne sonore
- Il cowboy con il velo da sposa (1961)
- I figli del capitano Grant (1962)
- Magia d'estate (1963)
- La spada nella roccia (1963)
- Mary Poppins (1964)
- F.B.I. - Operazione gatto (1965)
- Il libro della giungla (1967)
- Il più felice dei miliardari (1967)
- Pazza banda di famiglia (1968)
- Gli Aristogatti (1970)
- Pomi d'ottone e manici di scopa (1971)
- Snoopy cane contestatore (1972)
- La meravigliosa, stupenda storia di Carlotta e del porcellino Wilbur (1973)
- Tom Sawyer (1973)
- Huckleberry Finn (1974)
- La scarpetta e la rosa (1974)
- Le avventure di Winnie the Pooh (1977)
- La più bella avventura di Lassie (1978)
- Magic Journeys (1982)
- Il compleanno di Ih-Oh (cortometraggio) (1983)
- Piccolo Nemo - Avventure nel mondo dei sogni (1992)
- The Mighty Kong (1998)
- Winnie the Pooh: Tempo di regali (1999)
- T come Tigro... e tutti gli amici di Winnie the Pooh (2000) (collaborazione)

### Lavori di Richard da solo
- Ritorno al Bosco dei 100 Acri, regia di Marc Forster (2018)
- Mushka, regia di Andreas Deja (2024)

### Film in cui sono state utilizzate loro vecchie canzoni
- T come Tigro... e tutti gli amici di Winnie the Pooh (2000)
- Buon anno con Winnie the Pooh (2002)
- Winnie the Pooh - Nuove avventure nel Bosco dei 100 Acri (2011)
- Saving Mr. Banks (2014)
- Il libro della giungla (2016)
- Ritorno al Bosco dei 100 Acri (2018)
- Il ritorno di Mary Poppins (2018) (solo parti di alcune basi musicali)
- Once Upon a Studio (2023) (Feed the birds eseguita per l'occasione da Richard)

### Supervisione (solo Richard)
- Saving Mr. Banks (2014) (supervisione musicale e storica)
- Il libro della giungla (2016) (supervisione musicale e riscrittura parziale del brano "I wanna be like you")
- Il ritorno di Mary Poppins (2018) (supervisione musicale)

## Premi
Hanno vinto 2 Oscar nel 1965 per la miglior colonna sonora originale e la miglior canzone (Chim Chim Cher-ee) per Mary Poppins
Hanno ricevuto altre sette candidature tra il 1972 ed il 1979 agli Oscar in diverse categorie (miglior canzone originale e miglior adattamento di canzone non originale).
Hanno vinto due Grammy Awards nel 1965 (miglior colonna sonora di un film o show televisivo per Mary Poppins e miglior registrazione per bambini).
Un altro Grammy lo hanno vinto nel 1975 nella categoria "miglior registrazione per bambini" (Winnie the Pooh and Tigger Too). Hanno ricevuto altre sei candidature ai Grammy.
Tra gli altri riconoscimenti, sono stati inseriti nella Hollywood Walk of Fame nel 1976.